# Minolta SR-T101
Minolta SR-T101 — малоформатный однообъективный зеркальный фотоаппарат с системой заобъективного измерения экспозиции при полностью открытой диафрагме. Эта модель выпускалась японской компанией Minolta с 1966 по 1975 год.
«SR-T101» стала первой камерой в новой серии «SR-T», которую компания запустила в производство в апреле 1966 года. В этой камере были применены сразу несколько принципиально новых технических решений, которые позволили ей оставаться на пике популярности в течение долгого периода времени. Выпускалась преимущественно с неокрашенными верхом и нижней крышкой (в металле), полностью чёрные с окрашенными крышками в черных цвет были менее распространены.

## Технические особенности
В этой камере компания Minolta впервые в своей практике применила систему заобъективного измерения экспозиции при полностью открытой диафрагме. Это позволило упростить процедуру и сделать её гораздо более точной. Кроме этого, были реализованы ещё несколько технологических новинок, которые можно по праву считать революционными и впервые были представлены публике в 1966 году на выставке Photokina. Именно в SR-T101 был установлен прообраз матричного измерения экспозиции. Эта система использовала два независимых датчика, расположенных на различных гранях пентапризмы, и измерявших яркость разных частей кадра. Система была настроена так, что приоритет отдавался нижней части горизонтального кадра, исключая ошибки измерения из-за яркого неба. В результате, значительно уменьшилось количество недоэкспонированных кадров.
Применение этих новинок позволило сделать SR-T101 одной из самых популярных камер своего времени. Среди других интересных особенностей следует отметить отображение информация о выдержке в поле зрения яркого видоискателя, систему фиксации зеркала в верхнем положении для использования со сверхширокоугольными объективами, и репетир диафрагмы, позволявший фотографу управлять глубиной резкости.
Несмотря на то, что SR-T101 принято считать первой камерой серии SR, единственным радикальным отличием от последующих моделей оставалась система раздельного замера экспозиции верхней и нижней частей кадра. В остальном же фотоаппарат был во многом конструктивно схож с остальными камерами серии SR. Многие части и узлы были использованы из камеры Minolta SR-7v, и конструкция практически оставалась неизменной до 1975 года.
Ассортимент объективов Rokkor стал довольно обширным и включал в себя очень уважаемые конструкции. Вместе с фотоаппаратом была запущена новая линейка объективов Rokkor для байнета MC. В основном это были модернизированные старые объективы Auto Rokkor, но также присутствовали объективы с новой конструкцией. Ряд новых объективов MC был представлен в период с 1966 по 1976 год, а в 1977 году они были заменены линейкой MD Rokkor.
- MC Rokkor-PG 1:1.2 f=58mm
- MC Rokkor-PF 1:1.4 f=58mm
- MC Rokkor-PF 1:1.7 f=55mm  (новая оптическая система)
- MC Rokkor-PF 1:1.9 f=55mm

- MC W.Rokkor-SG 1:3.5 f=28mm
- MC W.Rokkor-HG 1:2.8 f=35mm
- MC Tele Rokkor-PF 1:2 f=100mm
- MC Tele Rokkor-QE 1:3.5 f=100mm
- MC Tele Rokkor-PF 1:2.8 f=135mm
- MC Tele Rokkor-QD 1:3.5 f=135mm (новая оптическая система)
- MC Tele Rokkor-QF 1:3.5 f=200mm